# Сосновий ліс (заповідне урочище, Радивилівський район)
Сосновий ліс — лісове заповідне урочище місцевого значення в Україні. Розташоване в межах  Дубенського району Рівненської області, на території колишньої Крупецької сільської ради, на північ від села Баранне. 
Площа 6,5 га. Заснований рішенням обласної ради № 33 від 28.02.1995 року. Перебуває у віданні ДП «Дубенський лісгосп» (Радивилівське л-во, кв. 63, вид. 11). 
Статус надано для збереження ділянки високопродуктивного сосново-дубового лісу. Урочище розміщене на ділянці одноярусного сосново-дубового лісу природного походження. Вік 110 років. Умови зростання — вологий сугруд. Трапляється ожина, конвалія, грушанка. Із фауни трапляються кабан, заєць сірий, вивірка звичайна, дятел звичайний, крутиголовка, дрізд співочий.